# Harold Gresley
Harold Gresley (1892-1967) est un artiste britannique qui prit la suite de son père et de son grand-père. Il peignit surtout des paysages, mais aussi quelques portraits.

## Biographie
Gresley est né dans le Derbyshire et a étudié à l'école d'art de Derby. Il était fils de Frank Gresley et petit-fils de James Stephen Gresley, qui furent tous deux d'illustres artistes. Il interrompit ses études quand arriva la Première Guerre mondiale. Puis il combattit dans les Sherwood Foresters et fut récompensé d'une médaille. Après la guerre il poursuivit ses études à Nottingham sous la direction d'Arthur Spooner, avant de devenir professeur à Repton School. Il vécut à Chellaston, près de Derby, jusqu'à sa mort en 1967.
Une partie de son œuvre est exposée au Derby Museum and Art Gallery, 77 de ses tableaux ayant été donnés par le collectionneur d'art Alfred E. Goodey.